# Kvítkov
Kvítkov är en ort i Tjeckien. Den ligger i den norra delen av landet, 60 km norr om huvudstaden Prag. Kvítkov ligger 307 meter över havet och antalet invånare är 159.
Terrängen runt Kvítkov är kuperad åt nordväst, men åt sydost är den platt.Runt Kvítkov är det tätbefolkat, med 369 invånare per kvadratkilometer. Närmaste större samhälle är Česká Lípa, 4,9 km nordost om Kvítkov. Runt Kvítkov är det i huvudsak tätbebyggt.